# Abubakar Al-Mass
Abubakar Al-Mass (en árabe: أبوبكر الماس‎; Aden, Yemen del Sur; 26 de febrero de 1958) es un exfutbolista de Yemen que jugaba en la posición de delantero.

## Carrera

### Club
Jugó toda su carrera con el Al-Tilal SC de 1977 a 1994, logrando ser campeón nacional en 1991 en la primera temporada tras la reunificación de Yemen, además de jugar la Copa de Clubes de Asia 1992.

### Selección nacional
Jugó para Yemen del Sur de 1975 a 1989 con la que anotó dos goles en 12 partidos, con lo que es el jugador con más partidos con la selección nacional disuelta en 1989, con la que participó en la Copa Asiática 1976. Posteriormente jugó para Yemen luego de la reunificación en tres partidos en 1990 sin anotar goles durante los Juegos Asiáticos de 1990.

## Tras el retiro
Luego de retirarse en 1994 formó parte del comité ejecutivo de la Asociación de Fútbol de Yemen hasta 2005.

## Estadísticas

### Goles con selección nacional
| # | Fecha      | Sede                             | Rival          | Gol | Resultado | Torneo                        |
| - | ---------- | -------------------------------- | -------------- | --- | --------- | ----------------------------- |
| 1 | 21-12-1975 | Stade El Menzah, Ciudad de Túnez | Arabia Saudita | 1–0 | 1–0       | 1975 Palestine Cup of Nations |
| 2 | 2-3-1985   | May 22, Aden                     | Baréin         | 1–4 | 1–4       | 1986 FIFA World Cup qualifier |

## Logros
- Liga Yemení: 1

1991